# Freunde mit gewissen Vorzügen
Freunde mit gewissen Vorzügen (Originaltitel: Friends with Benefits) ist eine US-amerikanische romantische Komödie des Regisseurs Will Gluck. Der Film erschien am 22. Juli 2011 in den Vereinigten Staaten und Kanada. Deutschlandstart war am 8. September 2011. Drehorte waren New York City und Los Angeles. Der Film wurde zweimal für den Teen Choice Award nominiert.

## Handlung
Die New Yorker Headhunterin Jamie vermittelt den Artdirector Dylan aus Los Angeles an die GQ. Damit Dylan den Job annimmt, muss sie ihn überzeugen, dass New York eine tolle Stadt ist. Als sie ihm schließlich einen Flashmob auf dem Times Square zeigt, sagt er zu.
Da Dylan keine Freunde in New York hat, freundet er sich mit Jamie an. Sie stellen fest, dass ihnen beiden der Sex fehlt, sie jedoch keine Gefühle und keine Beziehung haben wollen, da sie darin früher schlechte Erfahrungen gemacht haben. Also beschließen die beiden, lediglich eine Sexbeziehung zu führen. Jamie beendet dieses Arrangement jedoch nach einiger Zeit wieder, da sie eine richtige Beziehung haben möchte. Sie lernt den Arzt Parker kennen und erklärt diesem, dass sie eine „Fünf-Date-Regel“ hat, d. h., dass sie erst nach dem fünften Date mit ihm schlafen kann. Doch als sie nach dem fünften Date mit Parker schläft und er am nächsten Morgen die Wohnung fluchtartig verlässt, beendet sie die Beziehung wieder.
Dylan nimmt Jamie über die Feiertage mit nach Los Angeles zu seiner Familie. Sein Vater hat Alzheimer, was ihn schwer mitnimmt. Dort haben Jamie und Dylan wieder Sex, doch es entwickeln sich gegenseitige Gefühle. Jamie bekommt mit, wie Dylan zu seiner Schwester Annie sagt, dass er Jamie „durchgeknallt“ finde und nichts für sie empfinde, weshalb sie in derselben Nacht nach New York zurückfliegt. Jamie bricht den Kontakt ab, die Freundschaft zerbricht.
Dylans Vater öffnet ihm die Augen, indem er ihm erzählt, dass man die Richtige nicht gehen lassen solle. Dylan erkennt dabei, dass er Jamie wirklich liebt. Er organisiert einen Flashmob in der Grand Central Station und will sie als feste Freundin haben. Jamie sagt zu unter der Bedingung, dass er sie küsst. In der letzten Szene haben die beiden in einem 24-Stunden-Imbiss gegenüber dem Bahnhof ihr „erstes Date“, wo sie sich abermals küssen.

## Trivia
Emma Stone hat zu Beginn einen Cameo-Auftritt als Dylans Freundin. In der Szene, in der Jamie Dylan vom Flughafen abholt, trifft diese auf den Namen O. Penderghast; eine Anspielung auf Stones Rolle als Olive Penderghast in Einfach zu haben. Neben Emma Stone ist parallel dazu in derselben Szene der The-Lonely-Island-Sänger Andy Samberg, der zu Beginn Jamies Freund spielt, zu sehen.
Weitere Filmanspielungen sind, dass Dylan New York nur aus Seinfeld kennt und Jamie nach einer gescheiterten Beziehung wütend „Schnauze, Katherine Heigl, du verdammte Lügnerin!“ ruft und dabei auf Plakate für Die nackte Wahrheit guckt. Am Anfang sagen Jamie und Dylan, sie wollen „wie George Clooney“ zukünftig auf Gefühle verzichten.
Als Running Gag will Dylan auf jedem Flug seine Mitreisenden davon überzeugen, dass die Notwasserung des US-Airways-Flug 1549 auf dem Hudson River hauptsächlich der Technik im Flugzeug zu verdanken gewesen sei. Seine Mitreisenden zeigen dafür nur Unverständnis, weil sie den Flugpiloten zweifelsfrei für einen Helden halten. Kurz nach der Rückkehr aus Los Angeles ruft Jamie zudem den Wikipedia-Artikel zu Chesley Sullenberger auf, dem Piloten jenes Fluges. 
Ein weiterer Running Gag ist das mehrmalige Auftauchen einer Kutsche: Zunächst sehen Jamie und Dylan in einem Liebesfilm, wie ein Mann einer Frau seine Liebe gesteht und die beiden anschließend mit einer Kutsche davonfahren. Jamie schwärmt, dass dies „der Hammer“ sei. Als Jamies Mutter mit Jamie im Park redet, sagt sie, dass Jamies Traumprinz sie nicht in einer Pferdekutsche entführen würde und sie dies auch gar nicht wolle, während im Hintergrund eine Kutsche vorbeifährt. Nach dem Flashmob im Grand Central Terminal steht vor dem Bahnhof eine Kutsche. Jamie fragt Dylan, ob er diese bestellt habe, was er zwar bejaht, jedoch sei diese nicht für sie. Jamie ist darüber erleichtert, weil ihr Pferde Angst einjagen.
Ebenfalls in dem Liebesfilm, den Jamie und Dylan sehen, wird am Ende Hey, Soul Sister von Train gespielt. Dylan kommentiert, dass dieser „abstrus flotte Popsong, der nichts mit dem Rest des Films zu tun hat“, nur deswegen eingefügt wurde, damit dem Zuschauer eingeredet würde, „dass man einen Riesenspaß mit diesem Scheißfilm hatte“. Die Szene am Ende des Films, in der Jamie und Dylan die Grand Central Station verlassen, ist ebenfalls mit Hey, Soul Sister unterlegt.

## Soundtrack
1. Magic Carpet Ride (Philip Steir Remix) – Steppenwolf, 3:29
2. L.O.V. – Fitz and the Tantrums, 3:41
3. Booty Call – G. Love & Special Sauce, 3:28
4. New York, New York (FWB Remix) – Ray Quinn feat. Ultra Love, 2:20
5. Boys Don’t Cry – Grant-Lee Phillips, 3:47
6. Such a Colorful World – Max & Simon, 2:14
7. Satellite – Peter Conway, 3:45
8. Let a Woman Be a Woman (And a Man Be a Man) – Dyke & the Blazers, 3:12
9. At the Window – DoubleØZero, 3:50
10. Love’s Gonna Getcha – Tal & Acacia, 3:05
11. Jump – Kris Kross, 3:17
12. This Too Shall Pass – Rogue Wave, 6:31
13. Tightrope – Janelle Monáe, 4:25
14. Take a Bow – Greg Laswell, 3:59
15. Closing Time – Semisonic, 4:34
16. I Will Follow You into the Dark – Death Cab for Cutie, 3:08

## DVD
Der Film erschien am 26. Januar 2012 in Deutschland auf DVD und Blu-ray.